# الکس لایفسن
الکس لایفسن (انگلیسی: Alex Lifeson؛ زادهٔ ۲۷ اوت ۱۹۵۳) یک موسیقی‌دان اهل کانادا است. وی از سال ۱۹۶۸ میلادی تاکنون مشغول فعالیت بوده‌است.